# Mamertyna
Mamertyna — imię żeńskie pochodzenia łacińskiego, żeński odpowiednik imienia Mamertyn, które zostało utworzone przy pomocy przyrostka -inus, oznaczającego przynależność lub pochodzenie, od oskijskiego lub sabińskiego wariantu imienia boga Marsa — Mamers lub od imienia Mamert (o tym samym pochodzeniu). Imię to oznacza zatem "pochodząca od Mamerta (lub Marsa), poświęcona Mamertowi". 
Patronem tego imienia jest św. Mamertyn, opat, któremu jeszcze przed wstąpieniem do klasztoru cudownie przywrócił zdrowie św. German z Auxerre.
Mamertyna imieniny obchodzi 30 marca.